# Almindelig hjertemusling
Den almindelige hjertemusling (latin: Cerastoderma edule) er en 4-6 centimeter stor, marin musling, der er udbredt langs Europas kyster. I Danmark er det en af de almindeligste muslinger. Den lever nedgravet få centimeter nede i sandbunden, oftest på lavt vand. De hvide eller gule skaller er mere eller mindre hjerteformede med karakteristiske ribber. Arten er fundet almindeligt i køkkenmøddinger.

## Levevis
Hjertemuslingen lever af at filtrere encellet planteplankton fra vandet. Som mange andre muslinger har hjertemuslingen to ånderør til henholdsvis ind- og udstrømmende vand. Når den er nedgravet i sandet, rager de to ånderør op over havbunden, så den har adgang til frisk vand. Hjertemuslingen bliver 2-3 år gammel.
Formeringen sker i foråret, hvor æg og sæd gydes frit i vandet. De befrugtede æg klækker som larver, der lever pelagisk i den første tid. Senere får larven skal og slår sig ned på bunden.
I Vadehavet har man fundet op til 5.000 individer pr. kvadratmeter bund. Den store tæthed hænger sammen med rigelige mængder plankton og tidevandet, som flere gange i døgnet bringer frisk vand ind over muslingerne.